# Beiers voetbalkampioenschap 1907/08
In 1907/08 werd het derde Beiers voetbalkampioenschap gespeeld, dat georganiseerd werd door de Zuid-Duitse voetbalbond. De competitie was als Ostkreisliga een voorronde van de Zuid-Duitse eindronde. Dit jaar kwam er een derde competitie bij, de Gau Donau, waarvan enkel kampioen MTV Augsburg bekend gebleven is. 
1. FC Nürnberg werd kampioen en plaatste zich voor de eindronde, die voor het eerst in groepsvorm gespeeld werd. De club werd twee achter FC Stuttgarter Cickers, dat alle wedstrijden gewonnen had. 

## 1. Liga Ostkreis

### Mittelfranken
| Plaats | Club                | Wed. | W | G | V | Saldo | Ptn. |
| ------ | ------------------- | ---- | - | - | - | ----- | ---- |
| 1.     | 1. FC Nürnberg      | 6    |   |   |   | 37:6  | 11:1 |
| 2.     | SpVgg Fürth         | 6    |   |   |   | 22:24 | 6:6  |
| 3.     | SV Noris Nürnberg   | 6    |   |   |   | 15:25 | 5:7  |
| 4.     | SG Franken Nürnberg | 6    |   |   |   | 10:29 | 0:12 |

|  | Geplaatst voor eindronde |

### Oberbayern
| Plaats | Club                      | Wed. | W | G | V | Saldo | Ptn. |
| ------ | ------------------------- | ---- | - | - | - | ----- | ---- |
| 1.     | FA Bayern im Münchener SC | 8    | 7 | 0 | 1 | 27:10 | 14:2 |
| 2.     | MTV München 1879          | 8    | 5 | 1 | 2 | 24:13 | 11:5 |
| 3.     | FC Bavaria 1899 München   | 8    | 3 | 1 | 4 | 13:22 | 7:9  |
| 4.     | FC Wacker München         | 8    | 1 | 2 | 5 | 13:19 | 4:12 |
| 5.     | TV 1860 München           | 8    | 2 | 0 | 6 | 11:24 | 4:12 |

## Eindronde Ostkreis
| Plaats | Club              | Wed. | W | G | V | Saldo | Ptn. |
| ------ | ----------------- | ---- | - | - | - | ----- | ---- |
| 1.     | 1. FC Nürnberg    | 4    | 3 | 1 | 0 | 20:11 | 8:0  |
| 2.     | FC Bayern München | 4    | 2 | 0 | 2 | 15:12 | 3:5  |
| 2.     | MTV Augsburg      | 4    | 0 | 1 | 3 | 12:24 | 1:7  |

|  | Geplaatst voor Zuid-Duitse eindronde |